# Gemini 11
Gemini 11 (GT-11) fu una missione nello spazio con equipaggio nel corso del programma Gemini degli Stati Uniti d'America.

## L'equipaggio
Solo due giorni dopo l'atterraggio di Gemini 8, il 19 marzo 1966, la NASA annunciò che l'equipaggio di riserva per questa missione sarebbe volato sulla prossima missione disponibile, per l'appunto su Gemini 11.
Il comando venne dunque assunto da Charles "Pete" Conrad, già precedentemente nello spazio con Gemini 5 mentre Richard Gordon, un astronauta al suo primo volo nello spazio, venne nominato pilota della missione.
L'equipaggio di riserva era composto da Neil Armstrong, il comandante della missione di Gemini 8, affiancato da William Alison Anders, un astronauta che non aveva ancora volato nello spazio.
Svolsero il ruolo di radiofonisti di contatto con la capsula (Capcom) Clifton Williams operante da Cape Kennedy durante la fase di lancio, mentre John Young ed Alan L. Bean operavano da Houston, Texas. Young aveva già svolto due missioni Gemini, mentre Williams e Bean non avevano ancora volato nello spazio, anche se avevano assunto il ruolo di radiofonisti di contatto con la capsula durante più missioni svoltesi in precedenza. Tutto sommato, la squadra poteva essere ritenuta abbastanza esperta.

## Preparazione
Come durante la missione di Gemini 10 fu previsto che la capsula si agganciasse ad un satellite del tipo Agena, per essere, in conseguenza, portato su una traiettoria più alta mediante la spinta raggiunta con l'accensione dei congegni di propulsione del satellite stesso. Fu il comandante Pete Conrad ad appoggiare assiduamente questo piano, anche se molteplici avversari volevano far valere le loro opinioni contrarie, temendo in particolar modo i pericoli derivanti dall'esposizione ai raggi gamma delle fasce di Van Allen.
Inoltre venne dato peso a delle attività extraveicolari (EVA). Dalle esperienze ottenute dalle precedenti "passeggiate" di Eugene Cernan e Mike Collins con Gemini 9 e Gemini 10 rispettivamente, vennero introdotti molteplici miglioramenti per la missione di Gemini 11. La prima di queste fu l'accorciamento della corda di sicurezza da 15 metri a 9 metri, dall'altra parte vennero montate un numero maggiore di maniglie e pedane sull'esterno della capsula Gemini e sull'Agena stessa, onde consentire a Gordon un sostegno migliore durante lo svolgimento dei diversi lavori previsti per questa missione.
La capsula Gemini venne consegnata a Cape Kennedy il 7 luglio 1966, mentre il razzo vettore del tipo Titan vi giunse il 22 luglio. L'assemblaggio di tutto sulla rampa di lancio venne terminato il 28 luglio.
Il lancio della missione era programmato per il 9 settembre ma dovette essere spostato, dato che durante la fase di rifornimento di carburante venne scoperta una falla nel razzo vettore.
Anche il giorno successivo non poté essere effettuato il lancio. Conrad e Gordon si trovavano già instradati verso la rampa di lancio, quando vennero messi a conoscenza di un problema con l'autopilota dell'Agena che come ovvia conseguenza aveva il contemporaneo spostamento del lancio della capsula Gemini.

## Missione

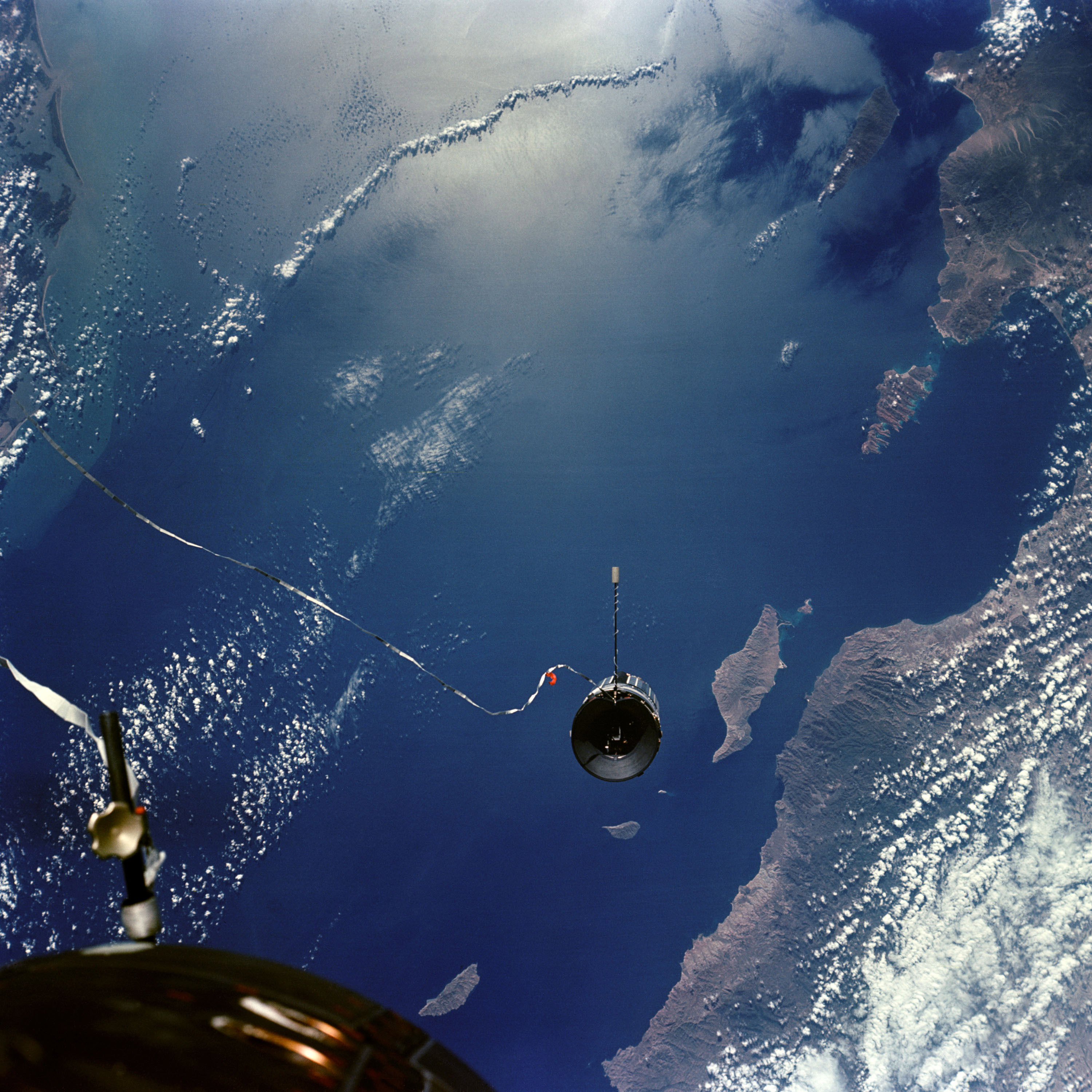
Immagine scattata durante la missione Gemini 11

Il 12 settembre 1966 fu finalmente effettuato con successo il lancio del razzo vettore del tipo Atlas che portò il satellite GATV-11 (Gemini Agena Target Vehicle) in un'orbita intorno alla Terra.
Il piano di volo prevedeva che Gemini 11 venisse lanciato esattamente dopo che il satellite avesse effettuato la sua prima orbita intorno alla Terra. Tale operazione dovette essere effettuata con talmente alta precisione da consentire un tempo di lancio in un intervallo di soli due secondi. L'operazione riuscì perfettamente e alle 09:42 ora locale il razzo vettore del tipo Titan si levò dalla rampa di lancio. Solo 85 minuti più tardi, cioè con largo anticipo in confronto a precedenti missioni Gemini, Conrad effettuò con successo la manovra di agganciamento all'Agena.
Era stato consumato molto meno carburante e pertanto si poterono guadagnare molteplici ulteriori esperienze con agganciamenti effettuati in orbita. Infatti, entrambi gli astronauti poterono pilotare la capsula per agganciarsi e staccarsi al satellite, effettuando tale manovra due volte per ciascuno.
La prossima apoteosi programmata per questa missione era l'attività extraveicolare del pilota Richard Gordon. Come per le precedenti missioni, si dovette ben presto constatare che l'effettuazione di lavori indossando la tuta spaziale era molto più difficile e faticoso del previsto. Gordon iniziò a sudare e in conseguenza la visiera del suo casco iniziò ad appannarsi, tanto che l'attività extraveicolare dovette essere interrotta prima di quanto previsto. In seguito venne acceso il congegno di propulsione dell'Agena per 26 secondi. Tale manovra portò Gemini 11 in un'orbita intorno alla Terra alquanto più alta, tanto che venne raggiunto un apogeo di 1374 chilometri. Il record precedentemente raggiunto dalla missione di Gemini 10 due mesi prima pertanto era stato polverizzato. Tale misura inoltre rimase irraggiunta sino alla missione di Apollo 8, cioè fino al primo volo verso la Luna, e a parte le missioni Apollo rimane un record di quota tuttora imbattuto per un veicolo con equipaggio umano.
Gordon eseguì una seconda attività extraveicolare. In questa occasione non lasciò completamente la navicella spaziale, bensì rimase in piedi nell'abbaino aperto della capsula per fotografare la Terra e le stelle. Eseguì dunque una cosiddetta Stand-Up-EVA. Durante la fase di riposo prevista per questa EVA, si addormentarono sia il comandante Conrad sia il pilota Gordon. Si trattò della prima dormita di due astronauti nel vuoto dello spazio. Questa EVA durò circa due ore e poté essere eseguita, dal punto di vista dell'impegno fisico, in una maniera alquanto migliore della prima di questa missione.
Conrad e Gordon eseguirono un'ulteriore manovra di volo che fino a questo momento non era ancora stata testata. Per questo motivo si staccarono nuovamente dallo stadio dell'Agena, rimanendo comunque collegati con questo mediante un cavo di sicurezza della lunghezza di circa 30 metri. Mediante apposite manovre di pilotaggio, gli astronauti furono in grado di far ruotare la coppia di veicoli spaziali così composta intorno al loro centro di gravità comune. Pertanto si riuscì a creare per la prima volta una forza di gravità artificiale direttamente nello spazio. La coppia di veicoli spaziali impegnò circa sei minuti per effettuare una rotazione completa, la micro forza di gravità generata artificialmente comunque fu talmente minima, che i due astronauti non poterono sentirla influente sui loro corpi direttamente. Fu comunque sufficiente per muovere determinati oggetti sospesi nell'abitacolo della capsula.
In seguito a tale manovra, Gemini 11 si staccò completamente da GATV-11, per allontanarsi per circa 30 chilometri. Il giorno successivo si avvicinò nuovamente al satellite, senza comunque eseguire un aggancio completo.
Per questa missione, l'accensione dei retrorazzi frenanti e il rientro nell'atmosfera terrestre avvenne per la prima volta nella storia dei voli nello spazio in modo completamente automatico.
Gemini 11 atterrò a circa 4,6 chilometri dal punto di atterraggio previsto. Gli astronauti Conrad e Gordon vennero recuperati da un elicottero e portati a bordo della nave USS Guam.

## Importanza per il programma Gemini
La missione fu un pieno successo. La manovra rendezvous e l'aggancio avvennero in un tempo record. Inoltre poterono essere guadagnate importanti esperienze per future manovre di questo tipo. Pure i cambiamenti di traiettoria mediante l'utilizzo della spinta dell'Agena riuscirono senza incontrare problemi e l'orbita raggiunta, alquanto più alta delle precedenti, non significò semplicemente un nuovo record, bensì diede importantissimi risultati scientifici.
I problemi maggiori furono incontrati durante le attività extraveicolari. L'esperienza di Gordon fu la semplice conferma di quanto precedentemente constatato da Cernan e Collins: anche il maneggio delle cose più semplici può diventare problematico in assenza di forza di gravità. Inoltre si prevedeva che la tuta spaziale e i rispettivi sistemi di sopravvivenza non fossero idonei, concepiti in maniera insufficiente, per essere impegnati durante un volo verso la Luna e pertanto necessitavano di ulteriore perfezionamento.
Il programma Gemini volgeva verso la fine. Un'ultima missione, programmata due mesi più tardi, doveva portare a termine tale progetto spaziale.